# خلايا تيموسية
الخلايا التيموسية، هي خلايا مناعية توجد في غدة التيموس (الغدة الصعترية)، قبل أن تنضج وتتتحول إلى خلية تائية. تنتج الخلايا التيموسية كخلايا جذعية في نقي العظم وتصل إلى الغدة الصعترية عن طريق الدم، وتخضع عملية تحول الخلايا التيموسية إلى خلايا تائية ناضجة إلى اختبارات سلبية وإيجابية. تعتبر عملية التحكم هذه ذات أهمية حيوية لتشكيل الخلايا التيموسية التي تنضج ضمن مجموعة محيطة بها من الخلايا التائية القادرة على الاستجابة لمسببات الأمراض الأجنبية عن الجسم ولكنها لا تبدي أي رد فعل مناعي تجاه مستضدات الجسم. ينتقي الاختيار الإيجابي الخلايا القادرة على ربط جزيئات معقد التوافق النسيجي المناعي من النوع الأول والثاني وهذا يلغي الخلايا التائية غير وظيفية والتي لا تمتلك القدرة على ربط معقدات التوافق النسيجي المناعي، أما الانتقاء السلبي فيدمر الخلايا التيموسية ذات الانجذاب العالي للببتيدات الذاتية أو لمعقد التوافق النسيجي المناعي، وهو الأمر الذي يلغي الخلايا التي يمكن أن توجه الاستجابة المناعية نحو بروتينات الجسم الذاتية. تجد الإشارة إلى أن الانتقاء السلبي ليس فعالًا بنسبة 100%، ما يعني أن بعض الخلايا التائية ذاتية الفعالية تهرب وتنطلق في الدورة الدموية. توجد آليات مناعية إضافية لتعطيل هذه الخلايا، ولكن إذا فشلت هذه الآليات تحدث أمراض المناعة الذاتية.

## مراحل النضج
يمكن تصنيف الخلايا التيموسية اعتمادًا على مراحل النضج التي تترك علامات مميزة على سطح الخلية. تكون الخلايا التيموسية في المرحلة الأولى مزدوجة السلبية (سلبية لكل من CD4 وCD8) ويمكن تقسيمها إلى أربع فئات فرعية، وفي المرحلة الرئيسية التالية تتميز الخلايا التيموسية مزدوجة الإيجابية (إيجابية لكل من CD4 وCD8)، أما في المرحلة النهائية من عملية النضج تكون الخلايا التيموسية فردية الإيجابية (إيجابية إما CD4 أو CD8).

### نضج الخلايا في الغدة الصعترية
تُشتق الخلايا التيموسية من الخلايا الجذعية التي تكون الدم في نقي العظم، والتي تصل إلى الغدة الصعترية عن طريق الدورة الدموية. يُعتقد أن عدد الخلايا الجذعية التي تدخل الغدة الصعترية كل يوم قليل جدًا، ولا يعرف بالضبط أي نوع من الخلايا الجذعية تستعمر الغدة الصعترية، لكن أغلب الدراسات تقترح أن الخلايا الجذعية اللمفاوية هي التي تتواجد على وجه التحديد ضمن العدة الصعترية. تتكاثر الخلايا الجذعية بعد دخولها للغدة الصعترية لتوليد الخلايا التيموسية. تهاجر هذه الخلايا التيموسية نحو محفظة الغدة الصعترية، حيث تنضج هذه الخلايا في المنطقة تحت المحفظة.

## عملية الاختيار
يلعب مستقبل الخلايا التائية (TCR) الدور الأساسي في قدرة الخلايا التائية على التعرف على المستضدات، وهذا المستقبل هو بروتين سطحي قادر على التعرف على تسلسلات البروتين القصيرة (الببتيدات) التي يقدمها معقد التوافق النسيجي المناعي. إن الهدف من تطوير الخلايا التيموسية هو إنتاج خلايا تائية ناضجة تمتلك مجموعة متنوعة من مستقبلات الخلايا التائية الوظيفية، وعلى عكس معظم الجينات التي لها تسلسل ثابت في كل خلية تعبر عنها، فإن مستقبل الخلايا التائية يتكون من سلسلة من أجزاء الجينات البديلة بهدف إنشاء مستقبل وظيفي للخلايا التائية، تستخدم الخلايا التيموسية السلبية المزدوجة سلسلة من الأنزيمات المتفاعلة مع الحمض النووي لقص الحمض النووي وتجميع أجزاء الجين المنفصلة معًا، وتكون نتيجة هذه العملية أن كل مستقبل من الخلايا التائية يكون له تسلسل مختلف بسبب الاختيار المختلف لأجزاء الجين والأخطاء التي تحدث خلال عملية القص والتجميع. تقدم ميزة امتلاك عدد كبير من مستقبلات الخلايا التائية المختلفة عن بعضها هي أن كل خلية تائية قادرة على التعرف على ببتيد مختلف، ما يوفر دفاعًا ضد مسببات الأمراض سريعة التطور.